# Elite Cup d'hoquei sobre patins masculina
La Elite Cup és una competició d'hoquei sobre patins que es disputa a Portugal durant la pretemporada.
La competició es crea de forma no oficial l'any 2016, organitzada per l'Associação Nacional de Clubes de Patinagem (ANACP), com a un torneig amistòs de pretemporada entre els vuit millors equips de la temporada anterior. Les edicions de 2016 i 2017 es disputen a Coimbra, resultant guanyadors el Sporting CP i el SL Benfica, mentre que les edicions de 2018 i 2019 es disputen a Portimão, resultant guanyadors el Sporting CP i el FC Porto. L'any 2020 no es disputà arrel de la pandèmia de COVID-19.
A partir del 2021, la competició passa a ser oficial, reconeguda per la Federação de Patinagem de Portugal. El primer vencedor oficial és el OC Barcelos, en una edició disputada a Tomar. L'equip amb major número de títols és el SL Benfica amb dos títols.

## Historial
| Any  | Campió      | Resultat | Subcampió      | Seu      | Ref.  |
| ---- | ----------- | -------- | -------------- | -------- | ----- |
| 2021 | OC Barcelos | 6-3      | FC Porto       | Tomar    | [ 1 ] |
| 2022 | FC Porto    | 4-1      | SL Benfica     | Tomar    |       |
| 2023 | SL Benfica  | 4-3      | Sporting CP    | Tomar    |       |
| 2024 | SL Benfica  | 3-2      | UD Oliveirense | Odivelas | [ 2 ] |

## Palmarès
| Equip                        | Campió | Subcampió | Anys campió | Anys subcampió |
| ---------------------------- | ------ | --------- | ----------- | -------------- |
| Sport Lisboa e Benfica       | 2      | 1         | 2023, 2024  | 2022           |
| Futebol Clube do Porto       | 1      | 1         | 2022        | 2021           |
| Óquei Clube de Barcelos      | 1      | 0         | 2021        | -              |
| Sporting Clube de Portugal   | 0      | 1         | -           | 2023           |
| União Desportiva Oliveirense | 0      | 1         | -           | 2024           |